# Reine Philiberte de Varicourt
Reine Philiberte Rouph de Varicourt, marquise de Villette, née le 3 juin 1757 à Pougny et morte le 13 novembre 1822 a Paris, est une femme noble française, protégée par Voltaire comme sa fille adoptive (il la surnommait « Belle et Bonne »), active pendant et après la Révolution française.

## Biographie
Reine Philiberte, née à Pougny le 3 juin 1757, est issue de la famille Rouph de Varicourt, une famille noble française, installée depuis le XVIIe siècle dans le Pays de Gex à Versonnex, près de Ferney. Son père Marin-Etienne Rouph de Varicourt, maréchal de camp, officier dans les Gardes du roi, a épousé Gilberte Prospère Prez de Crassier ; Reine Philiberte a neuf frères et sœurs ; elle est destinée à entrer au couvent, la famille n'étant pas fortunée.

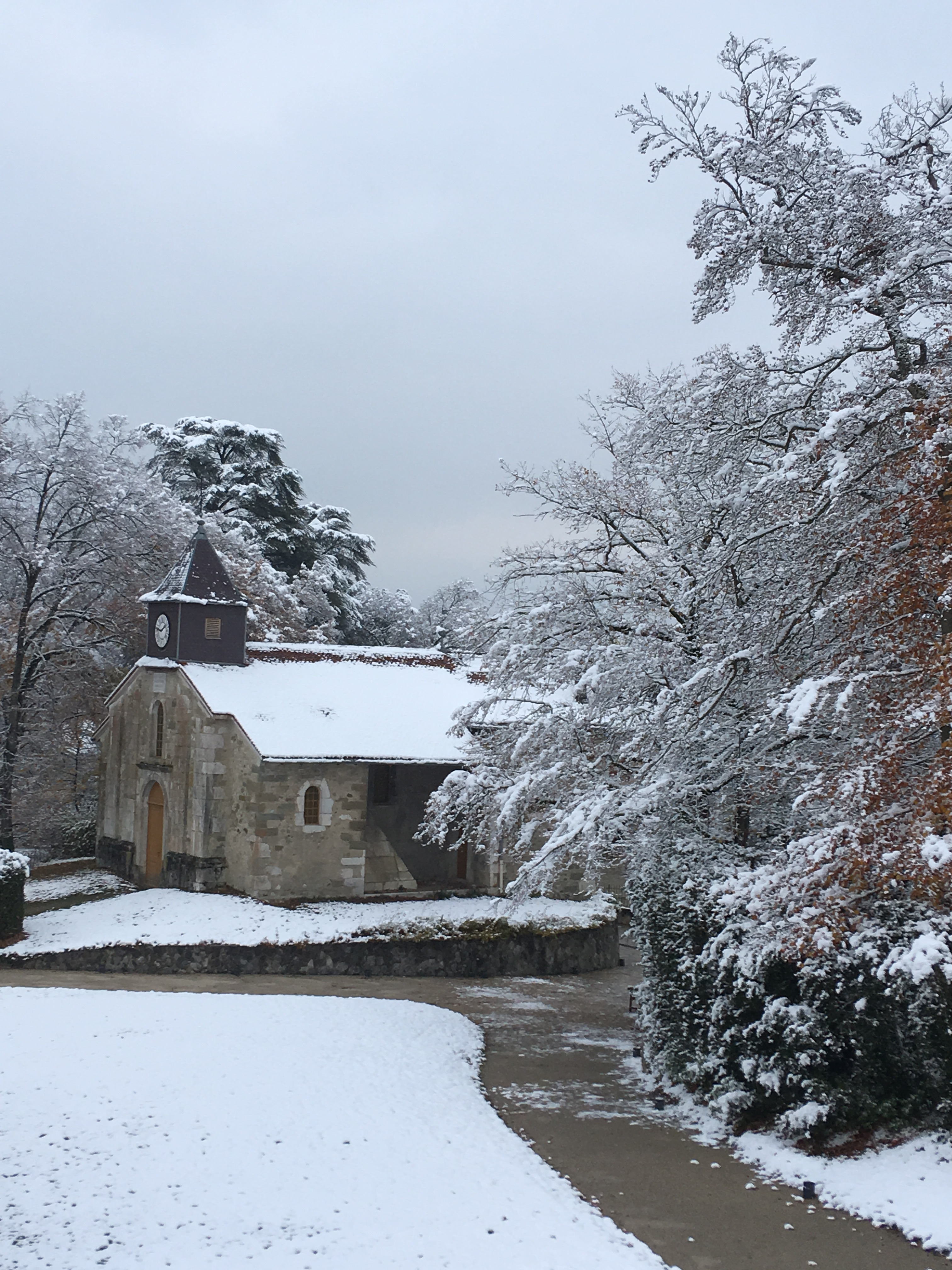
Chapelle dans le domaine du château de Voltaire à Ferney.

Belle et d’un aimable caractère, la jeune femme est remarquée par Voltaire, ami de la famille de sa mère, et la nièce de Voltaire, Mme Denis, dont elle devient la dame de compagnie. Voltaire ne l’appelait que belle et bonne et l'installe avec lui au château de Ferney. Il la marie, le 12 novembre 1777, dans la chapelle du château, à l'un de ses amis, Charles, marquis de Villette ; riche, le mari de Reine Philiberte est connu pour ses amours masculines et ses liaisons avec des femmes à la mode, parmi lesquelles la comédienne Sophie Arnould. Reine Philiberte et son mari s'installent dans l’hôtel de Villette à Paris au coin de la rue de Beaune et du quai des Théatins ; c'est là que Voltaire les rejoint le 10 février 1778 et qu'il meurt le 30 mai dans une chambre du deuxième étage sur cour.
Le couple réside également dans le château de Villette construit en 1761 par le père de Charles de Villette à Pont-Sainte-Maxence, au lieu-dit du Plessis Longueau ; ils font aménager le domaine ; le parc à la française est transformé en jardin anglais[réf. à confirmer].
Charles de Villette et son épouse prennent parti pour la Révolution en 1789 ; leur salon reçoit des personnalités favorables au régime républicain comme Cambacérès ; Charles collabore avec Condorcet et Anacharsis Cloots au journal modéré La Chronique de Paris, fondé le 24 août 1789 par Aubin-Louis Millin de Grandmaison. Le 10 août 1789, Reine Philiberte organise à l'église Saint-Sulpice une quête en faveur « de ceux qui sont morts à la Bastille » « au profit des citoyens indigents ». Son frère François est l'un des deux gardes du corps tués à Versailles le 6 octobre 1789 et dont les têtes furent ramenées à Paris sur des piques le même jour, précédant la famille royale.
Les Villette obtiennent de l'Assemblée constituante, en juillet 1791, le transfert des cendres de Voltaire au Panthéon ; une gravure anonyme de 1791 représentant l'événement associe dans sa légende le surnom de Reine Philiberte et le nom de son mari : « douze cheveaux blancs sur trois lignes, trainoient le Char triomphal a 4 Roues, il approche de la M.on de Mr. de Villette, ou Belle et Bonne fille adoptive de Voltaire rendit son nouvel hommage aux cendres du Papa grand - homme ». Charles de Villette est élu député de l'Oise à la Convention. En 1792, Reine Philiberte met au monde leur fils, Voltaire de Villette, qui prendra plus tard le baptême de son père, « Charles ».
Son mari meurt de maladie en juillet 1793, et elle est emprisonnée quinze mois pendant la Terreur.
Un de ses frères, Pierre-Marin Rouph de Varicourt, qui avait choisi la carrière ecclésiastique, sera représentant du clergé aux États généraux, député à l'Assemblée constituante de 1789, puis évêque d'Orléans de 1817 à sa mort en 1822.
Elle fait partie d'une loge maçonnique, la loge d'adoption « Belle et Bonne » en l'honneur de Voltaire ; le 9 février 1819, elle prononce le discours d'installation et préside une tenue en l'honneur du zoologiste Bernard-Germain de Lacépède.
Elle meurt le 13 novembre 1822 à l'hôtel d'Elbeuf, 54, rue de Vaugirard, à Paris.